# Сант'Анджело-ін-Ліццола
Сант'Анджело-ін-Ліццола (італ. Sant'Angelo in Lizzola) — колишній муніципалітет в Італії, у регіоні Марке,  провінція Пезаро і Урбіно. З 1 січня 2014 року Сант'Анджело-ін-Ліццола є частиною новоствореного муніципалітету Валлефолья.
Сант'Анджело-ін-Ліццола розташований на відстані близько 220 км на північ від Рима, 65 км на захід від Анкони, 13 км на південний захід від Пезаро, 19 км на північний схід від Урбіно.
Населення — 8815 осіб (2012).
Щорічний фестиваль відбувається 8 травня. Покровитель — святий Архангел Михаїл.

## Демографія
Населення за роками:

Станом на 31 грудня 2010 року в муніципалітеті офіційно проживало 1027 іноземців з 45 країн, серед них 128 громадян країн Євросоюзу та 30 громадян України.

## Сусідні муніципалітети
- Кольбордоло
- Монтечиккардо
- Монтегридольфо
- Монтелаббате
- Пезаро
- Тавуллія